# Водотий
Водотий, Прогінна — річка в Україні, в Брусилівському районі Житомирської області. Права притока Здвижу.

## Опис
Довжина річки 18  км. Висота витоку річки над рівнем моря — 198 м; висота гирла над рівнем моря — 177 м; падіння річки — 21 м; похил річки — 1,91 м/км. Формується з багатьох безіменних струмків, чотирьох водойм та правої притоки Двірець. Площа басейну 89,9 км².

## Розташування
Бере початок на північному заході від села Долинівка. Тече переважно в північно-східному напрямку в межах сіл Болячів та Водотиї. На східній околиці села Покришів впадає у велику водойму Здвижу, правої притоки Тетерева.

## Притоки
- Дворець - права притока. Бере початок на південно-західній стороні від села Соловіївка. Тече переважно на північний захід через село Водотиї.[2][3]